# 브린 다이어
브린 세이어(Brynn Thayer, 1949년 10월 4일 ~ )는 미국의 배우이다.

## 출연 작품

### 영화
- Big Shots (1987)
- Kansas (1988)
- 마드리드의 음모 (1988, Deadline: Madrid)
- 강력계의 영웅 (1988)
- The Comeback (1989)
- The Bannen Way (2010) - 마거릿 역
- 블루 재스민 (2013) - 핼과 재스민의 친구 역

### 텔레비전
- 원 라이프 투 리브 (1979-87)
- 닥터 슬론 (1997, 2000)
- 제7의 천국 (1997-2001)
- 위험한 정사 (2023)